# Pålsstoveholmen
Pålsstoveholmen est une île dans le landskap Sunnhordland du comté de Vestland. Elle appartient administrativement à Fitjar.

## Géographie
Rocheuse et couverte d'une légère végétation, elle s'étend sur environ 114 m de longueur pour une largeur approximative de 55 m. 